# The World's Hardest Game
The World's Hardest Game (tradotto in italiano come il gioco più difficile del mondo) è un videogioco rompicapo sviluppato da Snubby Land e pubblicato il 26 marzo 2008 per browser. In seguito ha ricevuto dei port per iOS, Android e Steam.

## Modalità di gioco
Il gioco consiste di controllare un quadratino rosso che si deve spostare attraverso un ambiente 2D fino a raggiungere un faro verde (denominato punto di arrivo) evitando di toccare i cerchi blu, cioè gli ostacoli, che si muovono attraverso la mappa e, se toccati, costringeranno a ricominciare il livello da capo.
In alcuni livelli, il giocatore dovrà cercare di raccogliere alcune monete a forma di cerchi gialli prima di finire il livello entrando nel faro verde. Alcuni livelli presentano più fari che fungono da checkpoint. 
Ci sono un totale di 30 livelli da completare. Il punteggio viene calcolato contando quante volte il giocatore ha dovuto riavviare i livelli.

## Accoglienza
Un redattore del sito web francese Jeuxvideo.com ha recensito la versione originale uscita su browser affermando che il nome del gioco era fedele alla sua difficoltà. Il gameplay si rivelava avvincente e la sfida significativa che lanciava ai giocatori gli hanno permesso di costruire una buona reputazione. Nonostante fosse frustrante, invogliava le persone a tornare a giocarci, tanto che i giocatori più accaniti e forse anche i principianti avrebbero trovato ciò che stavano cercando. In conclusione il redattore ha affermato che "l'esperienza vale la deviazione" e gli ha assegnato un punteggio di 16/20.
iPhone in Canada ha trattato la versione uscita per iOS, trovandola un ottimo port dell'originale, considerando i livelli incredibilmente frustranti da completare e molto soddisfacenti una volta portati a termine con successo. Nonostante l'alto livello di difficoltà, questo finiva per attirare maggiormente i giocatori a riprovare fino a quando non fossero riusciti a completare un livello. Il recensore ha inoltre gradito la semplicità della grafica 2D e degli effetti sonori, finendo per dare al titolo un punteggio di 4.5 su 5. Jim Squires di Gamezebo lo ha definito un titolo per un pubblico di nicchia a cui piace giocare a qualsiasi cosa alla difficoltà più elevata, mentre per gli altri giocatori sarebbe stato troppo "paralizzante" per trovarlo divertente. Squires ha inoltre elogiato il level design incredibilmente difficile, che da un lato si mostra come il suo più grande pregio ma anche il suo più grande difetto. Il gioco ha vinto il premio "Il gioco più avvincente" in un programma televisivo di Nickelodeon.

## Seguito
Nel corso del 2008 è uscito il sequel The World's Hardest Game 2, il quale mantiene le medesime caratteristiche dell'originale ma ne aumenta la complessità.